# Newburgh (Indiana)
Newburgh és una població dels Estats Units a l'estat d'Indiana. Segons el cens del 2000 tenia 3.088 habitants.

## Demografia
Segons el cens del 2000, Newburgh tenia 3.088 habitants, 1.369 habitatges, i 889 famílies. La densitat de població era de 876,7 habitants/km².
Dels 1.369 habitatges en un 27,9% hi vivien nens de menys de 18 anys, en un 52,8% hi vivien parelles casades, en un 9,5% dones solteres, i en un 35% no eren unitats familiars. En el 29,9% dels habitatges hi vivien persones soles el 8,7% de les quals corresponia a persones de 65 anys o més que vivien soles. El nombre mitjà de persones vivint en cada habitatge era de 2,24 i el nombre mitjà de persones que vivien en cada família era de 2,79.
Per edats la població es repartia de la següent manera: un 22,2% tenia menys de 18 anys, un 7,7% entre 18 i 24, un 29,7% entre 25 i 44, un 28% de 45 a 60 i un 12,4% 65 anys o més.
L'edat mediana era de 39 anys. Per cada 100 dones de 18 o més anys hi havia 91,5 homes.
La renda mediana per habitatge era de 41.581 $ i la renda mediana per família de 53.854 $. Els homes tenien una renda mediana de 41.538 $ mentre que les dones 24.662 $. La renda per capita de la població era de 24.537 $. Cap de les famílies i el 2,5% de la població estaven per davall del llindar de pobresa.

## Poblacions més properes
El següent diagrama mostra les poblacions més properes.